# U-9 (tàu ngầm Đức) (1935)
U-9 là một tàu ngầm duyên hải  Lớp Type II thuộc phân lớp Type IIB được Hải quân Đức Quốc Xã chế tạo trước Chiến tranh Thế giới thứ hai. Trong cuộc xung đột nó đã thực hiện tổng cộng 19 chuyến tuần tra, đánh chìm tám tàu đối phương với tổng tải trọng 17.221 gross register tons (GRT) (bao gồm chiếc tàu ngầm Pháp Doris (Q135)) cùng gây hư hại cho một tàu chiến khác. U-9 bị máy bay Liên Xô đánh chìm tại tại cảng Constanța, România vào ngày 20 tháng 8, 1944. Sau chiến tranh nó được Liên Xô trục vớt, sửa chữa và đưa vào hoạt động như là chiếc TS-16, nhưng tình trạng vật chất quá kém nên buộc phải tháo dỡ vào tháng 12, 1946.

## Thiết kế và chế tạo
Phân lớp Type IIB là một phiên bản mở rộng của Type IIA trước đó. Chúng có trọng lượng choán nước 279 t (275 tấn Anh) khi nổi và 328 t (323 tấn Anh) khi lặn); tuy nhiên tải trọng tiêu chuẩn được công bố chỉ có 250 tấn Anh (254 t). Chúng có chiều dài chung 42,70 m (140 ft 1 in), lớp vỏ trong chịu áp lực dài 28,20 m (92 ft 6 in), mạn tàu rộng 4,08 m (13 ft 5 in), chiều cao 8,60 m (28 ft 3 in) và mớn nước 3,90 m (12 ft 10 in).
Chúng trang bị hai động cơ diesel MWM RS 127 S 6-xy lanh 4 thì công suất 700 mã lực mét (510 kW; 690 shp) để đi đường trường và hai động cơ/máy phát điện Siemens-Schuckert PG VV 322/36 tổng công suất 460 mã lực mét (340 kW; 450 shp) để lặn, hai trục chân vịt và hai chân vịt đường kính 0,85 m (3 ft). Các con tàu có thể lặn đến độ sâu 80–150 m (260–490 ft). Chúng đạt được tốc độ tối đa 12 kn (22 km/h) trên mặt nước và 6,9 kn (12,8 km/h) khi lặn,  với tầm hoạt động tối đa 3.800 nmi (7.000 km) khi đi tốc độ đường trường 8 kn (15 km/h), và 35–42 nmi (65–78 km) ở tốc độ 4 kn (7,4 km/h) khi lặn.
Vũ khí trang bị bao gồm ba ống phóng ngư lôi 53,3 cm (21 in) trước mũi, mang theo tổng cộng năm quả ngư lôi hoặc cho đến 12 quả thủy lôi TMA. Một pháo phòng không 2 cm (0,79 in) cũng được trang bị trên boong tàu. Thủy thủ đoàn bao gồm 25 sĩ quan và thủy thủ.
U-9 được đặt hàng vào ngày 20 tháng 7, 1934, rõ ràng là một vi phạm Hiệp ước Versailles do điều khoản cấm Đức sở hữu tàu ngầm. Nó được đặt lườn tại xưởng tàu của hãng Germaniawerft  tại Kiel vào ngày 8 tháng 2, 1935, hạ thủy vào ngày 30 tháng 7, 1935, chỉ vài tuần sau khi Thỏa thuận Hải quân Anh-Đức được ký kết. Nó nhập biên chế cùng Hải quân Đức Quốc Xã vào ngày 21 tháng 8, 1935 dưới quyền chỉ huy của Hạm trưởng, Thiếu tá Hải quân Hans-Günther Looff.

## Lịch sử hoạt động
Do tầm xa hoạt động ngắn, U-9 chỉ đảm nhiệm vai trò tàu huấn luyện tại các trường tàu ngầm Đức trong biển Baltic trước Thế Chiến II. Tuy nhiên, do tình trạng thiếu hụt tàu ngầm sau khi xung đột bùng nổ, nó được huy động vào tác chiến và thực hiện tổng cộng bảy chuyến tuần tra tại khu vực Bắc Hải, đánh chìm được tám tàu đối phương.
Được điều động sang Chi hạm đội U-boat 30 vào năm 1942, U-9 được tháo dỡ từng phần và vận chuyển dọc theo sông Danube đến cảng Galați của România, nơi nó được lắp ráp lại tại Xưởng tàu Galați và được gửi đến Hắc Hải. Ngoài khơi Sochi vào ngày 27 tháng 12, 1942, lúc 16 giờ 20 phút, một tàu quét mìn Liên Xô đã thả tám quả mìn sâu tấn công, khiến U-9 bị hư hại nhẹ.
Đến ngày 31 tháng 3, 1944, chiếc tàu ngầm đang ở trong cảng Feodosia, Crimea để tiếp nhiên liệu khi nó bị 18 máy bay cường kích Ilyushin Il-2 tấn công. Con tàu bị hư hại do hỏa lực súng máy bắn phá và một quả bom gây một vết lỏm trên vỏ chịu áp lực bên mạn trái phía sau tàu. Mảnh đạn đã làm bị thương hạm trưởng, người trực tiếp vận hành khẩu pháo 20 mm phòng không. Ngoài khơi Yalta vào ngày 10 tháng 4, mìn sâu lại gây hư hại nhẹ cho con tàu.
Tại cảng Constanţa, România vào ngày 20 tháng 8, 1944, U-9 trúng bom ném từ máy bay Liên Xô, và đắm lúc 10 giờ 30 phút tại tọa độ 44°12′B 28°41′Đ / 44,2°B 28,683°Đ. Lực lượng Xô Viết chiếm Constanţa và trục vớt con tàu vào ngày 22 tháng 10, 1944 rồi kéo nó đến Mykolaiv vào năm 1945. Nó được sửa chữa và nhập biên chế cùng Hải quân Liên Xô như là chiếc TS-16, nhưng tình trạng vật chất quá kém nên buộc phải tháo dỡ vào ngày 12 tháng 12, 1946.

### Tóm tắt chiến công
U-9 đã đánh chìm tám tàu đối phương với tổng tải trọng 17.221 gross register tons (GRT) cùng gây hư hại cho một tàu chiến tải trọng 412 tấn:
| Ngày             | Tên tàu         | Quốc tịch        | Tải trọng | Số phận            |
| ---------------- | --------------- | ---------------- | --------- | ------------------ |
| 18 tháng 1, 1940 | Flandria        | Sweden           | 1.179     | Bị đánh chìm       |
| 19 tháng 1, 1940 | Patria          | Sweden           | 1.188     | Bị đánh chìm       |
| 11 tháng 2, 1940 | Linda           | Estonia          | 1.213     | Bị đánh chìm       |
| 4 tháng 5, 1940  | San Tiburcio    | United Kingdom   | 5.995     | Bị đánh chìm (mìn) |
| 9 tháng 5 1940   | Doris           | Hải quân Pháp    | 552       | Bị đánh chìm       |
| 11 tháng 5, 1940 | Tringa          | United Kingdom   | 1.930     | Bị đánh chìm       |
| 11 tháng 5, 1940 | Viiu            | Estonia          | 1.908     | Bị đánh chìm       |
| 23 tháng 5, 1940 | Sigurd Faulbaum | Belgium          | 3.256     | Bị đánh chìm       |
| 11 tháng 5, 1944 | Shtorm          | Hải quân Liên Xô | 412       | Bị hư hại          |